# 张贵庄站 (铁路)
张贵庄站位于中华人民共和国天津市东丽区张贵庄街道，建于1888年。现为二等站。目前车站仅办理货运业务：办理整车、零担货物发到；办理整车货物承运前保管。